# Михалевич, Михаил Леонтьевич
Михаи́л Лео́нтьевич Михале́вич (30 мая 1909, Московская губерния — 16 апреля 1968, Раменское, Московская область) — советский организатор производства. Директор Раменского приборостроительного завода Министерства авиационной промышленности СССР в 1952—1968 годах. Почётный гражданин города Раменское.

## Биография
Родился 30 мая 1909 года в посёлке при станции Шелковка Верейского уезда Московской губернии (ныне — посёлок Дорохово Рузского района Московской области) в многодетной семье.
В связи с ранней смертью отца, был вынужден с детства много и тяжело работать. Трудовую деятельность начал в возрасте 14 лет: работал слесарем-инструментальщиком на Московско-Белорусской железной дороге. Служил в Красной Армии. После увольнения из РККА без отрыва от производства окончил рабфак, а затем вечернее отделение Московского автодорожного института.
В 1940 (по другому источнику — 1941) году пришёл работать контрольным мастером на основанный годом ранее завод № 279 Наркомата авиационной промышленности (НКАП) СССР в городе Раменское Московской области. В тот момент только возводились первые цеха предприятия. На заводе едва успели приступить к выпуску первой продукции, как началась Великая Отечественная война.
В октябре 1941 года завод № 279 НКАП СССР был эвакуирован в город Ижевск — столицу Удмуртской АССР (ныне — Удмуртской Республики) и действовал там до августа 1945 года. Михаил Леонтьевич успешно организовал рабочих, и в короткие сроки удалось смонтировать оборудование на новом месте. Завод в годы войны выпускал электробезиномеры, пневматику и электромоторы для приборов, бомбосбрасыватели. В Ижевске работал начальником отдела технического контроля (ОТК), председателем профкома, начальником инструментального отдела завода. За образцовое выполнение заданий Правительства по выпуску военной техники в 1943 году награждён орденом «Знак Почёта».
После возвращения завода из эвакуации, вернулся в Раменское, где на месте эвакуированного завода № 279 был образован новый приборный завод № 149 НКАП СССР, в коллектив которого  влилась часть коллектива завода № 279. В 1945—1952 годах работал начальником производства завода № 149 Наркомата (с марта 1946 года — Министерства) авиационной промышленности СССР.
С июля 1952 года и до последнего дня жизни — директор завода № 149 — Раменского приборостроительного завода (РПЗ) Министерства авиационной промышленности СССР (в 1957—1963 годах — Московского областного, а в 1963—1965 годах — Московского совнархоза).
Первым делом Михаил Леонтьевич провел модернизацию цехов, и вскоре предприятие стало одним из самых передовых и успешных в отрасли. Заботясь о подготовке молодых квалифицированных специалистов, директор РПЗ создал проект учебного комплекса «техникум – институт». Заводчане считали своего руководителя неординарной личностью.
Являясь директором стратегически важного предприятия, уделял большое внимание развитию города. По его инициативе построены многие общественно значимые здания, без которых сегодня невозможно представить Раменское — стадион «Пионер», КДЦ «Сатурн», музыкальная школа. Добился открытия в городе филиала МАТИ и возведения на улице Рабочая на месте старых, ветхих бараков новых, благоустроенных жилых домов для сотрудников РПЗ. Все годы, пока М. Л. Михалевич руководил РПЗ стали временем расцвета предприятия. При нём был заложен фундамент развития крошечного и провинциального городка в крупный промышленный центр.
Указом Президиума Верховного Совета СССР от 17 июня 1961 года «за успешное выполнение специального задания Правительства по созданию образцов ракетной техники, космического корабля-спутника «Восток» и осуществление первого в мире полета этого корабля с человеком на борту» директор завода № 149 Московского областного совета народного хозяйства М. Л. Михалевич награждён орденом Ленина. Помимо директора, десять инженеров и рабочих завода в этот день были награждены орденами и медалями, а слесарю завода Н. Д. Фрайонову — присвоено звание Героя Социалистического Труда. В этом же году за заслуги в освоении новой техники коллектив завода № 149 был награждён орденом Трудового Красного Знамени, а в 1964 году ему, одному из первых в Московской области и отрасли, присвоено звание «Предприятие высокой культуры производства и организации труда».
Указом Президиума Верховного Совета СССР от 22 июля 1966 года «за успешное выполнение плана 1959—1965 гг., создание и производство новых видов техники» директор Раменского приборостроительного завода Министерства авиационной промышленности СССР М. Л. Михалевич награждён вторым орденом Ленина.
Жил и работал в городе Раменское. Умер 16 апреля 1968 года. Похоронен на Центральном межпоселенческом кладбище города Раменское (участок № 2).
Почетный гражданин города Раменское (1996, посмертно).

## Награды
- 2 ордена Ленина (17.06.1961; 22.07.1966);
- орден Трудового Красного Знамени;
- орден «Знак Почёта» (11.07.1943)[2];
- Медаль «За доблестный труд в Великой Отечественной войне 1941—1945 гг.».

## Память
Центральную улицу города Раменское — Сафоновскую, вскоре после смерти директора РПЗ переименовали в улицу Михалевича. В 2003 году в небольшом сквере на этой улице был установлен бронзовый бюст М. Л. Михалевича.